# Sportsárkány
A sportsárkányok két kézzel, két- vagy több zsinórral irányítható, manőverező sárkányok.

## A sportsárkányokról
A sportsárkányoknak két fő típusa van: a sportsárkány, és a trükksárkány. A sportsárkányok java nem képes bonyolult trükkök végrehajtására, csak reptetni, illetve egyszerű trükköket lehet vele csinálni. A trükksárkányok kifejezetten a bonyolultabb trükkökre lettek kifejlesztve. 
A sportsárkányok legtöbbször háromszög alakú, úgynevezett deltasárkány formában láthatóak az égen. A vitorlájuk szakadásmentes nylon vagy poliészter szokott lenni. Rudazatuk szén- vagy üvegszálas csövek és rudak.
Használatuk nehezebb és gyakorlatot igénylő, cserébe sokkal izgalmasabb élményt nyújthatnak reptetés közben. Olyan trükköket hajthatunk végre velük, mint az Axel, vagy a Flap Jack.

## Külső hivatkozások
- A sportsárkány definíciója
- Sárkány trükkök Trükksárkánnyal
- Kites.hu - Sárkány leírások minden mennyiségben